# Nina Michailowna Staude
Nina Michailowna Staude (russisch Нина Михайловна Штауде; * 1888 in St. Petersburg; † 16. Juni 1980 in Jelez) war eine russische bzw. sowjetische Astronomin.

## Leben
Staudes Vater Michail Danilowitsch Staude (1861–1920) lehrte Geographie und Naturwissenschaft an Einrichtungen der mittleren Bildung in St. Petersburg. Ihre Mutter Anna Grigorjewna Staude war die Tochter des Mathematikers Grigori Iwanowitsch Morosow und hatte im St. Petersburger Konservatorium in der Gesang-Klasse studiert.
Nach dem Abschluss 1907 am privaten Mädchengymnasium der Fürstin Obolenskaja studierte Staude in St. Petersburg in den Höheren Bestuschew-Kursen für Frauen. Sie hatte 1911 die Vorlesung des Chefastronomen des Pulkowo-Observatoriums Gawriil Tichow gehört, der gerade aus Frankreich zurückgekehrt war und ihr Interesse an der Astronomie weckte. Als sich in den Bestuschew-Kursen ein Astronomie-Kreis bildete, wurde sie bald dessen Leiterin. Nach dem Studienabschluss 1914 legte sie auch die staatliche Prüfung an der Universität Petrograd in der Physikalisch-Mathematischen Fakultät ab. Ab 1915 lehrte sie Astronomie in den Bestuschew-Kursen bis 1918 nach der Oktoberrevolution.
Darauf arbeitete Staude bei Gawriil Tichow an der Universität Petrograd und bei Wladimir Wettschinkin an der Technischen Hochschule Moskau. Ihre Arbeit über die Photometrie des Mondes zusammen mit Wassili Fessenkow wurde 1928 in Moskau veröffentlicht.
Von 1928 bis 1930 war Staude Assistentin in der Physikalisch-Mathematischen Fakultät der Universität Leningrad. Sie war Mitglied der Russischen Gesellschaft der Freunde der Weltkunde (Naturwissenschaftliches und physikalisch-mathematisches Wissen), der bereits Tichow angehörte, und leitete den Auswertungssektor und den Sektor für Meteoritenstudien.
Am 20. Januar 1931 wurde Staude als Mitglied der Gesellschaft der Freunde der Weltkunde verhaftet und nach drei Monaten Gefängnis nach Rybinsk verbannt. Im Frühjahr 1932 durfte sie sich in das weiter entfernte Poltawa begeben und im dortigen Observatorium arbeiten. Im Sommer 1933 wurde ihre Verbannung aufgehoben, sodass sie nach Leningrad zu ihrer Mutter hätte zurückkehren können. Da sie in Poltowa keinen Pass erhielt, musste sie nach Rybinsk zurückkehren, wo sie als Buchführerin in einer Maschinenbaufabrik arbeitete.
Am 20. Januar 1934 konnte Staude nach Leningrad zurückkehren. Auf Vorschlag des Pulkowo-Observatoriums untersuchte sie die Stratosphäre mit der Dämmerungsmethode. Daraus entstand 1936 eine Monografie, die die Grundlage ihrer späteren Kandidat-Dissertation war.
Im Rahmen der Unterdrückungsmaßnahmen nach dem Kirow-Mord wurde Staude am 5. März 1935 erneut verhaftet und zu drei Jahren Lagerhaft und Verbannung nach Ufa verurteilt. Mit ihrer Mutter kam sie nach Ufa, wo sie in einem Artel für Spielzeugherstellung arbeitete, Eintrittskarten für Pferderennen verkaufte und andere Hilfsarbeiten ausführte. Am 22. März 1938 wurde sie wieder verhaftet, um ihre Strafe im neuen Lager Ussollag in Solikamsk zu verbüßen. Beim Bau des Solikamsker Wasserkraftwerks wurde sie 1940 zu wissenschaftlichen Untersuchungen eingesetzt. Im März 1941 kam sie zurück nach Ufa und arbeitete als Laborantin und dann als Assistentin des Lehrstuhls für Physik des Baschkirischen Landwirtschaftsinstituts.
Persönliche Schwierigkeiten und die Krankheit der Mutter führten 1944 zu einer schweren Depression mit Behandlung im Ufaer Psychiatrischen Krankenhaus. Staude schrieb Briefe an Fessenkow und Tichow, die im Deutschen Angriffskrieg gegen die Sowjetunion nach Alma-Ata evakuiert worden waren und sie nun einluden, bei ihnen in der Akademie der Wissenschaften der Kasachischen SSR zu arbeiten. Sie verteidigte 1945 mit Erfolg ihre Kandidat-Dissertation über photometrische Beobachtungen der Dämmerung als Methode zur Untersuchung der oberen Stratosphäre. Im Juni 1948 verteidigte sie ohne Erfolg eine Doktor-Dissertation, für die das Quorum nicht erreicht wurde. Den Termin für einen zweiten Versuch im Februar 1950 sagte sie ab. Infolge einer politischen Säuberung wurde sie Ende 1950 entlassen und zum 1. Januar 1951 pensioniert.
Von ihren Eltern war Staude streng religiös erzogen worden. Sie hatte 1907 die Kirche verlassen und sich für Ernest Renans Das Leben Jesu und die Ideen des Tolstojanismus begeistert. Die Rückkehr zur Kirche hatte nach dem Tod des Vaters 1919 begonnen. Ihr geistlicher Führer war 1924 der Erzpriester Wiktorin Dobronrawow in Leningrad geworden. Als er sich 1927 den Josephianern angeschlossen hatte, war sie ihm als seine geistliche Tochter gefolgt. In Alma-Ata hatte der dortige Erzbischof einen geistlichen Vater für sie bestimmt. Sie wurde am 31. Juli 1953 heimlich zur Ordensfrau-Kandidatin geweiht und diente nun in der Nikolaus-Kathedrale in Alma-Ata. Seit 1952 machte sie sich Notizen über die gehörten Predigten und ihre Begegnungen mit dem Erzbischof. Gawriil Tichow versuchte vergeblich, sie zur Rückkehr zur Wissenschaft zu bewegen.
Mit ihrem geistlichen Vater zog Staude 1957 nach Jelez, wo sie nun bis zu ihrem Tode lebte. Die Ordensfrau-Weihe erhielt sie 1967. Sie schrieb zahlreiche Memoiren und ordnete ihr persönliches Archiv, das sie 1971 dem Archiv der Leningrader Filiale der Akademie der Wissenschaften der UdSSR mit der Auflage übergab, bis 2000 nichts zu veröffentlichen.